# Héctor Hugo Eugui
Héctor Hugo Eugui (* 18. Februar 1947 in Mercedes, Departamento Soriano) ist ein uruguayischer Fußballtrainer und ehemaliger -spieler auf der Position des Stürmers.

## Spielerkarriere

### Verein
Eugui spielte zunächst bei seinem Heimatverein Bristol de Mercedes, mit dem er 1966 eine Meisterschaft gewann. 1966 wechselte er zu Club Nacional und unterschrieb dort schließlich seinen ersten Profivertrag. Mit den Bolsos gewann er 1969 die Meisterschaft. Seine nächste Karrierestation war der Club Atlético Cerro. Dort belegte er 1970 mit seinen Mitspielern den dritten Rang in der Primera División. Defensor Sporting, Nacional, und abermals Cerro werden als seine Arbeitgeber in jenem Zeitraum genannt. Über ein Engagement bei den Argentinos Juniors führte Euguis Weg Ende des Jahres 1971 nach Mexiko, wo er die nächsten sechs Jahre bei Deportivo Toluca unter Vertrag stand und in der Saison 1974/75 die Meisterschaft gewann. 1978 wechselte er zu den  UANL Tigres, für die er bis 1980 spielte und mit denen er zum Abschluss seiner aktiven Laufbahn noch einmal die Finalspiele um die mexikanische Meisterschaft der Saison 1979/80 erreichte, aber gegen den Hauptstadtverein Cruz Azul (mit 0:1 und 3:3) unterlag.

### Nationalmannschaft
Eugui kam auch in der uruguayischen Olympia-Nationalmannschaft im Rahmen der WM-Qualifikation zum Zuge.

## Trainertätigkeit
Seine Trainertätigkeit begann Eugui als einer der seinerzeit jüngsten Trainer im mexikanischen Fußball 35-jährig ausgerechnet beim CF Monterrey, dem Erzrivalen seines letzten Vereins Tigres. 
Auch danach trainierte Eugui häufig Mannschaften aus dem nördlichen Mexiko. Unter anderem beide Mannschaften aus der Grenzstadt Juárez, als diese jeweils in der ersten Liga spielten: zunächst (1990–1991) die Cobras und später (2008–2009) die Indios. Unter seiner Regie erreichte der Aufsteiger des Vorjahres (Indios) das Halbfinale der Clausura 2009 und schaltete auf dem Weg dorthin seinen Exverein und Vorjahresmeister Toluca aus. Abgesehen von der mit Real España errungenen honduranischen Vizemeisterschaft der Saison 1995/96 war dies sein bisher größter Erfolg als Trainer, dem am Ende der Saison 2011/12 der bisherige Tiefpunkt folgte, als die von ihm in der Clausura 2012 (Rückrunde) trainierte Mannschaft der Estudiantes Tecos in die zweite Liga absteigen musste.

## Erfolge (als Spieler)
- Mexikanischer Meister: 1974/75 (mit Toluca)
- Uruguayischer Meister: 1969 (mit Nacional)

## Privates
Eugui ist mit der Mexikanerin Martha Ortiz verheiratet.